# Філіп Дуранський
Філіп Дуранський (мак. Филип Дурански, нар. 17 липня 1991, Скоп'є) — македонський футболіст, півзахисник клубу «Вардар». Виступав також за низку македонських і закордонних клубів. Чемпіон Македонії, дворазовий володар Кубка Північної Македонії

## Клубна кар'єра
Філіп Дуранський народився 1991 року в місті Скоп'є. Розпочав займатися футболом на батьківщині в юнацькій команд клубу «Работнічкі», а в 2008 році перейшов до школи чеського клубу Славія. У 2009 році Дуранського перевели до основної команди клубу, проте гравцем основного складу «Славії» македонець не став, і більше часу проводив у другій команді клубу, а в 2011 році його віддали в оренду до іншого чеського клубу «Млада Болеслав». Проте й після повернення з оренди Дуранський не став гравцем основного складу Славії", і в 2012 році футболіст повернувся на батьківщину до клубу «Турново».
У 2013 році Філіп Дуранський спочатку став гравцем клубу «Скоп'є», проте за короткий час перейшов до клубу «Работнічкі», і, хоч і не став у його складі гравцем основного складу, проте також в сезоні 2013—2014 років під час виступу в складі клубу «Работнічкі» отримав титули чемпіона Македонії і володаря Кубка Македонії.
З 2014 до 2016 року футболіст грав у складі клубу «Сілекс», де зумів стати гравцем основного складу команди. У 2016 році півзахисник знову став гравцем клубу «Работнічкі», де цього разу був гравцем основного складу, а в 2018—2020 роках знову грав у складі клубу «Сілекс».
У 2020 році македонський футболіст перейшов до словацького клубу «Середь», проте в 2021 році на короткий час повернувся на батьківщину до клубу «Сілекс», а за короткий час став гравцем вірменського клубу «Юніор Севан». У 2022 році Дуранський став гравцем албанського клубу «Егнатія», а в кінці цього ж року перейшов до кіпрського клубу «Олімпіакос». У 2023 році македонський півзахисник спочатку повертається на батьківщину до клубу «Скоп'є», а в другій половині року стає гравцем клубу «Вардар». У складі «Вардара» Дуранський у сезоні 2024—2025 років став володарем Кубка Північної Македонії.

## Виступи за збірну
Протягом 2009—2010 років Філіп Дуранський грав у складі молодіжної збірної Македонії. На молодіжному рівні зіграв у 4 офіційних матчах.

## Титули і досягнення
- Чемпіон Македонії (1):

«Работнічкі»: 2013–2014
- Володар Кубка Північної Македонії (2):

«Работнічкі»: 2013–2014
«Вардар»: 2024–2025